# V-Rally 3
A V-Rally 3 egy raliszimulátor, melyet 2002-ben jelentetett meg az Eden Studios. A játékban 20 különféle raliautóival, 24 féle pályán küzdhetünk meg. Maximum 4 játékos mérheti össze tudását Challenge vagy Time Attack módban. Karrier módban a saját karrierünket alakíthajtuk sikeressé, hogy a végén mi legyünk a bajnokok.

## Autók
| 1,6 L (2WD)          | 2,0 L (4WD)                     | Bónusz                         |
| -------------------- | ------------------------------- | ------------------------------ |
| MG ZR EX258          | Peugeot 206 WRC                 | Subaru Impreza 22B WRX '99     |
| Citroën Saxo Kit Car | Subaru Impreza WRX '01          | Mitsubishi Lancer Evolution VI |
| Volkswagen Polo      | Mitsubishi Lancer Evolution VII | Seat Cordoba WRC (Alternative) |
| Peugeot 206 S1600    | Hyundai Accent WRC              | Toyota Corolla WRC (V-Rally)   |
| Opel Corsa           | Seat Cordoba WRC                |                                |
| Renault Clio Sport   | Toyota Corolla WRC              |                                |
| Ford Puma            | Ford Focus WRC                  |                                |
| Fiat Punto           | Citroën Xsara WRC               |                                |

## Pályák
A játék 6 különböző helyszínt tartalmaz (Finnország, Svédország, Anglia, Franciaország, Afrika és Németország). Minden helyszínen négy pályát találunk, ezeken visszafelé is lehet versenyezni. Minden helyszínnek megvan a maga saját talajtípusa. Finnország, Anglia és Afrika talajtípusa kavics, Franciaország és Németország talajtípusa aszfalt, Svédország talajtípusa pedig hó.